# Sant Martí de Tous
Sant Martí de Tous – gmina w Hiszpanii, w prowincji Barcelona, w Katalonii, o powierzchni 39,01 km². W 2011 roku gmina liczyła 1173 mieszkańców.